# Big Girls Don't Cry
〈Big Girls Don't Cry〉는 퍼기의 노래이다. 데뷔 앨범 《The Dutchess》의 네 번째 싱글이다. 빌보드 핫 100 1위(연간 4위)와 영국 싱글 차트 2위를 한 곡이다. 미국 음반 산업 협회(RIAA) 인증 4× 플래티넘 등급을 받은 곡이다.